# Camptothecium nevadense
Camptothecium nevadense là một loài Rêu trong họ Brachytheciaceae. Loài này được (Lesq.) Macoun mô tả khoa học đầu tiên năm 1892.